# Corybas carsei
Corybas carsei là một loài thực vật có hoa trong họ Lan. Loài này được (Cheeseman) Hatch mô tả khoa học đầu tiên năm 1945.